# OK Orion
OK Orion är en orienteringsklubb från Jämjö i Sverige. OK Orion har haft topplaceringar på bl.a. 7-mannakavlen, Tjoget, 10-mila, Jukola, Smålandskavlen, SM-Kavle och Spring Cup. Klubben har också löpare av landslagsklass, varav flera har tagit medaljer på både VM, EM och SM. De mest kända löparna som representerat klubben är Kent Olsson, Juryj Omeltjenko, Cecilia Bratt (Nilsson), Tobias Noborn (Andersson), Mikhail Mamleev och Anton Johansson.De bästa löparna idag är Anton Johansson,Emma Emilsson och Axel Bratt. OK Orion har även flera framgångsrika ungdomar/juniorer som bland annat har vunnit O-Ringen och tagit flera framskjutna placeringar på JVM och SSM.

## Historia
Ok Orion grundades 1954 genom en sammanslagning av sektionerna Lyckeby goif, Jämjö goif och Norra Ramdala. Kristianopels GoIF var med från början men utgick efter något år. 1956 arrangerade klubben DM i skidorientering i Skrävle. Ett stort steg för klubben togs 1974, då byggdes Orionstugan i Jämjö. Den blev klubbens hjärta och möjliggjorde ännu mer träningsmöjligheter. Flera duktiga orienterare fostrades under denna tid, vilket lade grunden för de sportsliga framgångar klubben skulle uppleva på 1980-talet. Under 1980-talet och 1990-talet så gjorde Orion succe genom flera stora framgångar på stafetter som damlagets vinst på Smålandskavlen 1997 och Herrlagets andraplats på Tiomila 1983. Klubben etablerade sig också snabbt som en aktiv arrangör och var med och arrangerade O-ringen i Blekinge 1984.Under 1980-talet fick Orion också sin första stora stjärna i form av Kent Olsson, som till exempel vann VM 1987 och tog ytterligare medaljer i både individuella lopp och stafett på världsmästerskapen, vilket gjorde honom till en av världens främsta orienterare under decenniet.
Under 2000-talet fortsatte OK Orion att växa både som elitklubb och breddförening. Klubben satsade målmedvetet på ungdomsverksamheten, vilket resulterade i en stadig återväxt av nya löpare. Flera unga talanger tog steget vidare till juniorlandslaget och började tävla internationellt. Samtidigt stärktes elitverksamheten ytterligare genom rekrytering av både svenska och utländska löpare, vilket gjorde att klubbens lag kunde konkurrera i de största stafettävlingarna.
Ett av de största ögonblicken under denna period var herrlagets seger i Smålandskavlen 2004, vilket visade att Orion återigen hörde hemma i toppen av svensk orientering. Klubben deltog regelbundet i Tiomila och Jukola, där man ofta placerade sig bland de bästa.
Även arrangörskapet fortsatte att utvecklas. Orion genomförde flera stora tävlingar under 2000- och 2010-talen, bland annat nationella tävlingar, distriktsmästerskap och ungdomsarrangemang.
Under senare år har klubben fortsatt att kombinera satsning på elit med stark ungdomsverksamhet och motionsorientering.